# Závěť

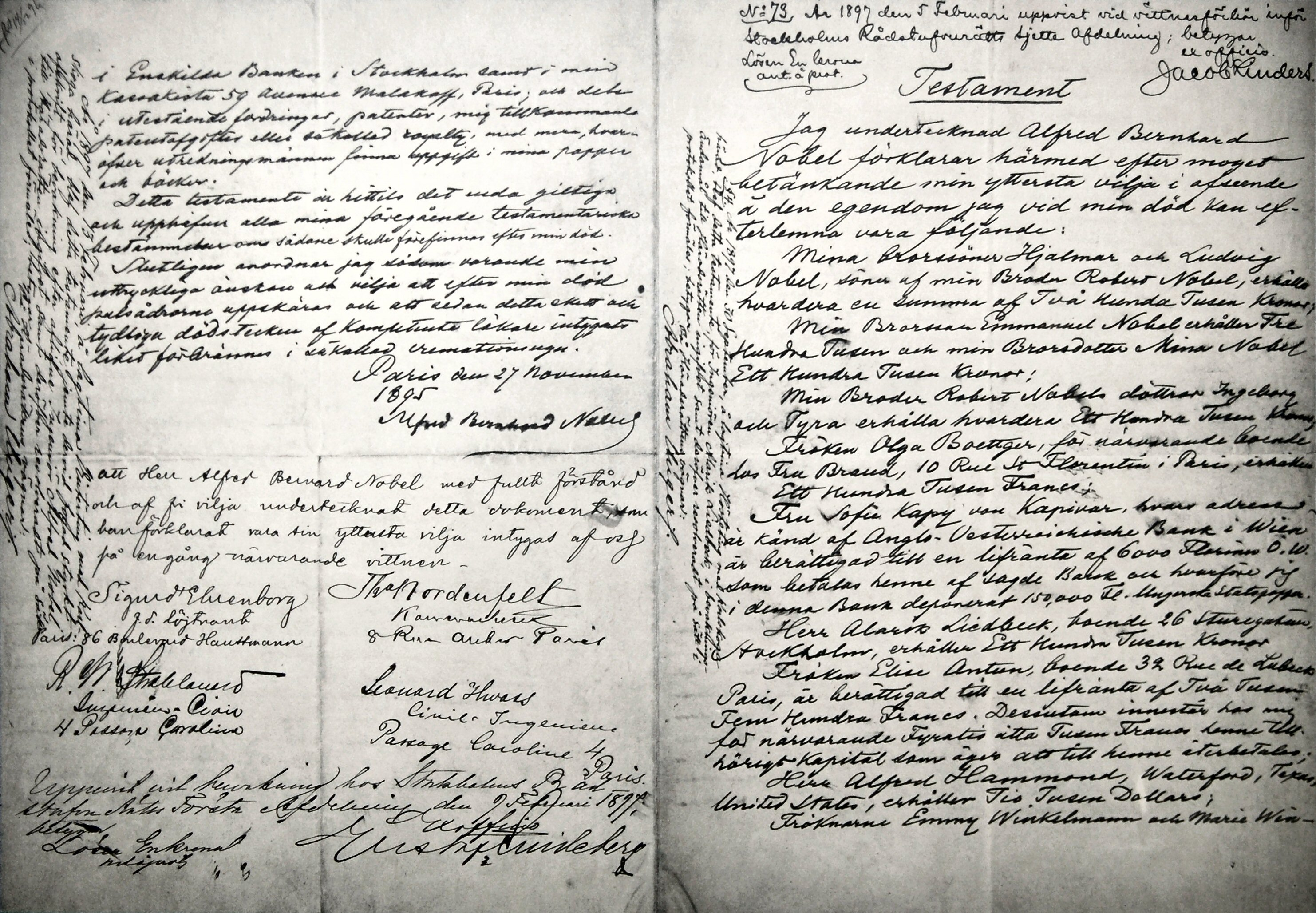
Závěť Alfreda Nobela z 27. listopadu 1895

Závěť (též poslední vůle, poslední pořízení nebo testament, zastarale kšaft) je jednostranné právní jednání, ve kterém budoucí zůstavitel ustanoví (povolá) jednu nebo více osob za své dědice, tj. určí osobu nebo osoby, na které mají okamžikem jeho smrti přejít jeho práva a závazky. Zůstavitel může zůstavit jedné či více osobám celou pozůstalost nebo podíl na ní. Pořízení závěti tedy umožňuje zůstaviteli svobodně nakládat s vlastním majetkem mortis causa (pro případ smrti).
Osoba, která má podle závěti dědit, se označuje jako zůstavitelův dědic. Dědicem může být jen ten, kdo přežil zůstavitele, je dědicky způsobilý a dědictví neodmítl. Nově také ten, kdo v době smrti zůstavitele ještě neexistuje (viz níže svěřenecké nástupnictví). Označení dědice musí být natolik určité, aby tato osoba byla nezaměnitelná.

## Historie
V římském právu musela závěť, aby byla testamentem v římském smyslu, obsahovat takový projev zůstavitelovy vůle, který dělal z druhé osoby zůstavitelova univerzálního dědice. Právě proto, že šlo o tak významný projev vůle, musel vždy testament splňovat přesně stanovenou formu. Nejstarší římský testament představoval jakousi „adopci“ pro případ smrti, kdy zůstavitel neměl vlastních zákonných dědiců. Po formální stránce byl upraven tak, že zůstavitel projevil svoji vůli v lidovém shromáždění. Zároveň již v dávných dobách existovala možnost, aby zůstavitel v mimořádných podmínkách mohl projevit svoji vůli téměř bez jakýchkoli formálních požadavků. Byl to vojenský testament (testament „v šiku“), učiněný před bitvou.
Druhým východiskem vývoje římského testamentu byly dispozice pro případ smrti pro zůstavitele, kteří přirozené dědice měli. Tento druhý nejstarší římský testament byl testament odkazový a šlo pouze o rozhodnutí, komu připadne jednotlivý zůstavitelův majetek, aniž by bylo ohroženo postavení přirozených dědiců. Tyto testamenty měly výlučně ústní formu. Písemný testament se vyvinul až v okruhu práva praetorského. Rozhodující se stala samotná listina, do které zůstavitel zanesl svoji poslední vůli a jež byla zapečetěna sedmi pečetěmi (potřeba přítomnosti sedmi svědků). 

## Závěť v současném českém právu
Závěť je upravena v § 1475–1720 zákona č. 89/2012 Sb., občanský zákoník (OZ). Závěť je stěžejním institutem dědického práva, jelikož představuje nejobvyklejší způsob pořízení pro případ smrti. Dalšími pořízeními pro případ smrti v užším smyslu je dědická smlouva a dovětek (kodicil). V širším smyslu mezi pořízení pro případ smrti patří např. smlouva o zřeknutí se dědického práva (§ 1484 OZ) či povolání správce pozůstalosti (není-li povolán závětí či dovětkem – § 1556 OZ).
Závěť je odvolatelný projev vůle (tzn. obsah je možné změnit či pořízenou závěť odvolat), jímž zůstavitel pro případ své smrti osobně zůstavuje jedné či více osobám alespoň podíl na pozůstalosti, případně i odkaz. Předchozí právní úpravy striktně vyžadovaly k platnosti závěti uvedení dne, měsíce a roku, kdy byla závěť podepsána. Na rozdíl od této předchozí úpravy OZ uvedení data nevyžaduje a taková závěť tedy není automaticky neplatná.
Projev vůle zůstavitele musí být učiněn určitě (nestačí, aby zůstavitel pouze přisvědčil učiněnému návrhu) a srozumitelně, zůstavitel musí vůli projevit svobodně (bez donucení) a musí být k tomuto právnímu jednání způsobilý. Nesmí jednat v duševní poruše, která jej činí neschopným právně jednat. Závěť zároveň nemůže být pořízena zástupcem (ani na základě plné moci). K pořízení závěti je způsobilá pouze svéprávná osoba. Výjimkou je pořízení závěti osobou, jež dovršila patnáct let věku, a osobou omezenou ve svéprávnosti, a to v obou případech formou veřejné listiny. Osoba omezená ve svéprávnosti může pořídit formou veřejné listiny v případě, že se uzdravila do té míry, kdy je schopna projevit svou vlastní vůli.
Závěť je neplatná v případě, kdy je vedle sebe více závětí téhož zůstavitele, které si vzájemně odporují a není možné určit, která byla pořízená dříve a která později.
Za součást závěti se stejnými právními účinky se považují i další listiny, na něž zůstavitel odkazuje, pokud splňují náležitosti pro závěť. V případě, že tyto další listiny náležitosti pro závěť nesplňují, lze je použít jako prostředek k vyjasnění případných nejasností zůstavitelovy vůle, neboť závěť je vždy třeba vykládat tak, aby bylo co nejvíce vyhověno vůli zůstavitele. Slova použitá v závěti se vykládají podle obvyklého významu, neprokáže-li se jejich vlastní, dle zůstavitele specifický smysl.
Závěť je možné pořídit o celé pozůstalosti, či pouze o její části. V takovém případě připadne ta část pozůstalosti, o níž nebylo pořízeno, zákonným dědicům. V případě, že je povoláno více dědiců a podíly závěti nejsou určeny, mají povolaní dědicové právo na pozůstalost rovným dílem.

### Formy závěti
Závěť má předepsanou povinnou písemnou formu s výjimkou případů, kdy je pořízena s úlevami.

#### Závěť pořízená soukromou listinou
Do soukromě pořizovaných závětí se řadí závěť holografická a alografní. Závěť je možné pořídit beze svědků v písemné formě vlastní rukou a s vlastním podpisem zůstavitele (závěť holografická). Závěť, která není sepsána vlastní rukou zůstavitele a je zůstavitelem vlastnoručně podepsána za současné přítomnosti dvou svědků, před kterými zůstavitel prohlásí, že listina obsahuje jeho poslední vůli, je závěť alografická. U osob nevidomých a osob se smyslovým postižením se vyžaduje přítomnost tří svědků a použití zvláštního způsobu dorozumívání, kterým je obsah listiny tlumočen.
Svědkové závěti musí být osoby svéprávné, schopné vnímat a rozumět danému jednání (tj. znalé jazyka nebo způsobu dorozumívání, v němž se projev vůle činí). Dědic nebo odkazovník nemohou být svědky pro tu část závěti, která se jich přímo týká. Stejně tak nejsou způsobilé být svědky osoby, které jsou zaměstnanci dědice nebo odkazovníka nebo jim osoby blízké. Pokud by přesto měli být svědky, je třeba, aby část jich se týkající (v níž jsou povoláni za dědice nebo je jim zřizován odkaz) byla napsána vlastní rukou zůstavitele nebo aby byli svědkové celkem tři (tzn. pro každou část závěti minimálně dva, jichž se daná část netýká).

#### Závěť pořízená veřejnou listinou (notářským zápisem)
Závěť je možné pořídit ve formě veřejné listiny. Ten, kdo sepisuje závěť, je povinen se přesvědčit o tom, že zůstavitel činí poslední vůli s rozvahou, vážně a bez donucení. Notářský zápis obecně (tedy i závěť ve formě notářského zápisu) je založen ve sbírce notářských zápisů u notáře, který ji sepsal. K této sbírce nemá nikdo kromě notáře nebo jím pověřených osob přístup a je tak vyloučena jakákoli neoprávněná manipulace.

#### Závěť pořízená s úlevami (privilegovaná závěť)
Za zvláštních, mimořádných okolností umožňuje občanský zákoník platné pořízení závěti, která nebude obsahovat všechny náležitosti požadované pro běžné pořízení závěti, tzn. i bez splnění standardních podmínek. Nejvýraznější změnou je umožnění ústní závěti pořízené před třemi přítomnými svědky v případě bezprostředního ohrožení života nebo v místě, kde je ochromen v důsledku mimořádné události běžný společenský styk. V případě, že přítomní svědci nepořídí o zůstavitelově poslední vůli záznam, následuje soudní protokol o výslechu svědků.
Závěť před starostou obce – starosta obce, na jejímž území se zůstavitel nalézá, může za přítomnosti dvou svědků zaznamenat zůstavitelovu poslední vůli v případě důvodné obavy, že by zůstavitel zemřel dříve, než by mohl pořídit závěť ve formě veřejné listiny.
Závěť před velitelem plavidla nebo letadla může zůstavitel pořídit na palubě námořního plavidla nebo letadla (plujícího pod státní vlajkou České republiky nebo zapsaného v leteckém rejstříku v České republice) za přítomnosti dvou svědků.
Vojenská závěť – vojenskou závěť může před velitelem vojenské jednotky České republiky, nebo jiným vojákem v hodnosti důstojníka a vyšší, pořídit voják nebo jiné osoby patřící k ozbrojeným silám při účasti v ozbrojeném konfliktu a vojenských operacích, za přítomnosti dvou svědků.
Platnost závětí pořízených s úlevami je časově omezena. Je-li zůstavitel naživu, pozbývá závěť pořízená v případě bezprostředního ohrožení života nebo v místě, kde je ochromen v důsledku mimořádné události běžný společenský styk, platnosti uplynutím dvou týdnů a ostatní výše uvedené závěti uplynutím tří měsíců ode dne pořízení. Tyto lhůty však běží až od okamžiku, kdy zůstavitel může pořídit závěť ve formě veřejné listiny.

### Vedlejší doložky závěti
Nový občanský zákoník přinesl změnu, která umožňuje, aby dědicům společně s nabytým jměním zůstavitel v závěti uložil podmínku, doložení času nebo příkaz – jde o tzv. vedlejší doložky. Tato vůle zůstavitele je však omezená a nepřihlíží se k ní za předpokladu, že by vedlejší doložka ze zjevné zůstavitelovy svévole dědice nebo odkazovníka obtěžovala (subjektivní kategorie – vždy je ji třeba posuzovat se znalostí konkrétní situace ve vztahu k osobě zůstavitele a dědice či odkazovníka), odporovala veřejnému pořádku (př. nabádání k protiprávnímu jednání dědice), byla nesrozumitelná či nereálná. Vedlejší doložka je také neúčinná v případě nepřípustných zásahů do osobních práv dědice či odkazovníka v oblasti manželství (př. podmínka uzavření sňatku).

### Náhradnictví
Rozeznáváme obecné náhradnictví a svěřenecké náhradnictví.
Obecné náhradnictví (vulgární substituce) umožňuje zůstaviteli povolat náhradníka pro případ, že dědictví nenabude osoba, kterou za dědice stanovil. Zároveň těmto náhradníkům může zůstavitel povolat další náhradníky – v takovém případě dědí náhradník nejbližší osobě, která dědictví nenabyla. Náhradnictví zaniká nabytím dědictví povolaným dědicem. Nestanoví-li zůstavitel jinak, zanikne náhradnictví které zůstavitel zřídil svému dítěti v době, kdy nemělo potomky, dnem, kdy dítě zůstavitele bude mít potomky způsobilé dědit.
Svěřenské nástupnictví (fideikomisární substituce) představuje nařízení zůstavitele, aby po jeho dědici nastoupila jiná osoba jako další (následný) dědic. Tento následný dědic nikoho oproti obecnému náhradnictví nenahrazuje, nýbrž nastupuje po dědici. Toto nařízení může být vztaženo pouze k tomu, co zůstavitel sám předtím dědici zanechal. Přední dědic nabývá dědictví na vymezenou dobu, poté připadá dědictví následnému dědici – svěřenskému nástupci. Svěřenské nástupnictví zaniká nejpozději uplynutím sta let od smrti zůstavitele, a to i v případě, že zůstavitel nařídil další dobu.

### Vykonavatel závěti
Institut vykonavatele závěti je v českém dědickém právu do jisté míry novinkou. Jedná se o institut, který má svůj původ v právních řádech common law. Vykonavatel závěti dbá o řádné splnění poslední vůle zůstavitele s péčí řádného hospodáře. Náleží mu všechna práva potřebná ke splnění jeho úkolu, včetně práva před soudem hájit platnost závěti, dbát zůstavitelových pokynů či namítat nezpůsobilost dědice nebo odkazovníka (§ 1554 OZ). Vykonavatel závěti může být povolán jen pořizovatelem závěti a musí být v závěti ustanoven. Vykonavatel závěti je oprávněn udělovat příslušné pokyny vyplývající z pozůstalosti (ze svěřených úkolů) správci pozůstalosti.

### Správce pozůstalosti
Správce pozůstalosti může povolat především sám zůstavitel formou notářského zápisu. Zůstavitel určí, zda správce bude spravovat celou pozůstalost nebo jen její část, může blíže určit jeho povinnosti a zda a jak bude odměňován. Správce může být povolán také pozůstalostním soudem. Listiny o povolání správce pozůstalosti a o zrušení tohoto právního jednání pořízené formou notářského zápisu se evidují v Evidenci právních jednání pro případ smrti.

### Svěřenské fondy
Svěřenský fond se vytváří vyčleněním majetku z majetku zakladatele tak, že zakladatel svěří majetek správci k určitému účelu. Vyčlenění je možné smlouvou nebo pořízením pro případ smrti a svěřenecký správce se zaváže tento majetek držet a spravovat. Zakladatel může svěřenecký fond vytvořit k veřejně prospěšnému účelu nebo k účelu soukromému. Byl-li svěřenecký fond zřízen pořízením pro případ smrti, vznikne smrtí zůstavitele.

### Zrušení závěti
Závěť je možné kdykoliv jednostranně změnit či zrušit odvoláním nebo pořízením pozdější, novější závěti. Zrušení či změna závěti nemůže být učiněna v zastoupení. V nové závěti musí být pořízeno nejméně ve stejném rozsahu, v jakém bylo pořízeno v závěti starší, aby bylo pořízení nové závěti pro zrušení staré závěti dostačující. Aby byla závěť zrušena s konečnou platností, je třeba ji odvolat.
Závěť pořízenou ve formě veřejné listiny je možné odvolat tím, že si zůstavitel vyžádá její vydání.

### Evidence závěti
Notářská komora ČR vede od 1. 1. 2014 Evidenci právních jednání pro případ smrti. Na vyžádání soudu nebo jiného právního orgánu či osoby, sdělí notářská komora, zda je či není evidována listina o právním jednání zůstavitele pro případ smrti, případně u kterého notáře je uložena. Toto sdělení je možné poskytnout pouze po úmrtí zůstavitele.

## Závěť v zemích angloamerického právního systému
V zemích angloamerického právního systému (common law) je obvyklé, že ten, komu patří majetek nezanedbatelné hodnoty, pořídí o svém majetku závěť (angl. will). Například ve Velké Británii má závěť sepsanou polovina lidí ve věku přes 45 let.
Např. v Anglii a Walesu dědění ze závěti upravuje Wills Act. Právní úprava závětí má zpravidla některé odlišnosti:
- Je možná pouze alografická závěť, přičemž podpis pořizovatele závěti může být nahrazen podpisem jiné osoby na pokyn pořizovatele. Podle ustanovení 9 Wills Act – Podepsání a prokazování vůle, je závěť platná, pokud bude podepsána zůstavitelem nebo nějakou jinou osobou, která tak učiní dle pokynů zůstavitele zůstavitelovým jménem, za přítomnosti dvou nebo více svědků. Wills Act tedy vyžaduje svědectví dalších osob a na rozdíl od české úpravy dědění ze závěti tak není možné pořídit dle anglického práva holografní závěť.[49]
- Není-li v závěti uvedeno jinak, musí ustanovený dědic přežít zůstavitele alespoň o třicet dnů, jinak se na něj hledí, jako kdyby se smrti zůstavitele nedožil.[50]

V zemích angloamerického právního systému má institut vykonavatele závěti (angl. executor) bohatou historii. Úkolem vykonavatele závěti je především rozdělit pozůstalost dle zůstavitelovy poslední vůle, zaplatit dluhy zemřelého včetně daní, případně za tímto účelem pozůstalost zpeněžit. V těchto zemích neexistují notáři (specializovaní právníci), kterým by stát svěřoval výkon svých pravomocí. V našem právním řádu však rozdělení pozůstalosti spadá do pravomoci státních úřadů, které úkony v rámci pozůstalostních řízení, pověřují notáře.
Častou variantou je založení jedné z mnoha forem svěřenského fondu (angl. will trust), kde správce nebo správci (angl. trustee) budou po určitou dobu držet a spravovat majetek pod svým jménem ve prospěch obmyšleného nebo obmyšlených (angl. beneficiary). Mohou například spravovat nemovitosti, vyplácet úroky nebo pravidelné dávky nebo spravovat jmění pro nezletilé děti do doby, než nabudou plnoletosti. Svěřenecký fond může být, tak jako v českém právu, také dobročinný (angl. charitable trust).